# Fonetika
A fonetika a nyelvészet azon ága, amely a beszédhangokat tanulmányozza mint a beszéd legkisebb szegmenseit, fizikai, fiziológiai, neurofiziológiai és neuropszichológiai szempontból, azaz a létrehozásuk, terjedésük, hallásuk és fejlődésük szempontjából a nyelv közvetítésével való emberi kommunikációban, jellegzetes eszközöket használva leírásuk, osztályozásuk és átírásuk céljából.
Egyes szerzők a fonetika tárgyához tartozónak tekintik a beszéd szupraszegmentális tényezőit is (a hangsúlyt, a hanglejtést stb.), amellyel ebben a nézetben egyik ága, a szupraszegmentális fonetika, ismertebb nevén a prozódia foglalkozik. A szupraszegmentális tényezők tanulmányozása az egyik olyan aspektus, amellyel a fonetika túllépi a beszédhang által képzett elemi szintet. Ezt teszi a beszédhangok közötti hatások (hasonulás, elhasonulás stb.) vagy a szótagok képzésének tanulmányozásával is.
A fonetika tárgyát pontosabban határozták meg akkor, amikor rokon tudományágaként megjelent a fonológia, amelyet funkcionális fonetikának is neveznek, és amely különbséget tesz beszédhangok és fonémák között. A fonetika a beszédhangok és a szupraszegmentális tényezők anyagi részét tanulmányozza, konkrét megvalósulásuk teljes változatosságát, amelyet egyéni vagy helyzeti tényezők határoznak meg, függetlenül kommunikációbeli funkciójuktól és megjelenésük szerkezeti szintjétől, legyen az a szó, a szavak közötti határ, a mondat stb.), tehát kiiktatva a közöttük és a nyelvi jelentésük közötti viszonyt. Ezzel szemben a fonológia funkcionális szempontból foglalkozik velük, azzal, hogy miként különböztetnek meg jelentéseket. Ebben az értelemben a fonémák invariánsok, olyan beszédhangok elvont képviselői, amelyek a fonémák allofónoknak nevezett variánsai.
A magyar nyelvű szakirodalomban a „hangtan” terminust is használják, de nem egységes értelemben. Egyes szerzők szerint ennek két ága a fonetika és a fonológia. Mások szemléletében a „hangtan” a „fonetika” szinonimája, tehát a fonológia nem a hangtan egyik ága, hanem külön tudományág. Más magyar elnevezések még „beszédhangtan” (a fonetikára) és „nyelvi hangtan” (a fonológiára).
Akárcsak a nyelvészet, a fonetika is lehet általános vagy speciális (egy adott nyelvre vonatkozó).

## A fonetika módszerei
Kezdeteire vonatkozóan elemi fonetikáról lehet szó, olyan módszerről, amely azon alapult, amit az ehhez eléggé edzett emberi fül képes megkülönböztetni. Ezt a megközelítést, amely csak szubjektív lehetett, utólag túlhaladta a kísérletinek is nevezett eszközfonetika. Ezt a francia Jean-Pierre Rousselot  abbé alapozta meg.
A módszerek a technika előrehaladásának mértékében fejlődtek tovább. Az 1930-as évektől kezdve elektroakusztikus, majd elektronikus hangfelvevő és elemző eszközöket használtak. A technika és főleg az informatika rohamos fejlődése nyomán erőteljesen kibontakozott és újjáalakult a beszédprodukció és a beszédészlelés kutatása.

## A fonetika ágai
Mivel a beszédhangokat számos szempontból (létrejöttük, terjedésük, észlelésük, fejlődésük stb. szempontjából) lehet tanulmányozni, a fonetikának ezekre szakosodott ágai jöttek létre.

### Az általános fonetika ágai
Az általános fonetika több tudományhoz kötött. Kapcsolatban van a neurofiziológiával és a neuropszichológiával azzal, hogy a hangok képzését agyon belüli folyamatok előzik meg, észlelésüket és értelmezésüket pedig ugyanilyen folyamatok határozzák meg. Képzésüket és észlelésüket jellegzetes szervek végzik, amelyek leírásához az anatómia járul hozzá, működésük megértéséhez pedig a fiziológia. Fizikai tulajdonságaik révén a beszédhangok az akusztika tárgyához is tartoznak, kutatásukhoz pedig az informatika is hozzájárul.

#### A neurofiziológiai fonetika
Ez a viszonylag kevéssé kifejlett tudományág megpróbálja leírni azokat az agyi mechanizmusokat, amelyek a beszédprodukciót és -észlelést vezérlik.

#### Az artikulációs fonetika
Ez a fonetika egyik legrégibb ága, elemei már az ókori indiai nyelvészetben megvoltak. Fiziológiai fonetikának is nevezik, és köze van az anatómiához is, mivel a beszéd szervei felépítésével foglalkozik és működésükkel a beszédhangok képzésekor.

#### Az akusztikai fonetika
Az akusztikai fonetika a beszédhangok mint rezgések fizikai tulajdonságait tanulmányozza, azaz frekvenciájukat, amplitúdójukat, erősségüket és időtartamukat terjedésük közben a beszélőtől a hallgatóhoz. Főleg ez az ága a fonetikának használ a hangok rögzítésére, elemzésére, képzésére, felerősítésére, közvetítésére és visszaadására alkalmas elektronikus eszközöket.

#### Az auditorikus (vagy percepciós) fonetika
A fonetika ezen ága a beszédhangok észlelésével, megkülönböztetésével, értelmezésével és kategorizálásával foglalkozik az anatómia, a fiziológia, a neurofiziológia és a neuropszichológia közreműködésével, mint olyan tevékenységekkel, amelyeket a fül, a hallóideg és az agy végez.

### Egyes nyelvek fonetikájának ágai
Az egy adott nyelvvel foglalkozó nyelvészet keretében a fonetika annak beszédhangjait és szupraszegmentális tényezőit tanulmányozza szinkrón vagy diakrón nézetben. Vizsgálja a beszédhangok közötti hatásokat is a szavakon belül és a szavak érintkezőpontján. A fonetikai kutatás két nyelvre vagy nyelvek csoportjára is kiterjedhet.
A leíró fonetika szinkrón jellegű, azaz leírja és csoportosítja egy adott nyelv egy adott időszakban létező beszédhangjait.
A szintaktikai fonetika tárgyát a szószerkezetet alkotó szavak érintkezőpontján történő hangváltozások képezik, mint például a francia nyelvben a hangkötés, amikor szerkezet első és második, magánhangzóval kezdődő szava között olyan hang jelenik meg, amely nincs meg akkor, amikor az első szó elszigetelt, vagy a szerkezet második szava mássalhangzóval kezdődik, pl. enfants [ɑ̃fɑ̃] ’gyerekek’ vs. enfants adorés [ɑ̃fɑ̃zadɔre] ’imádott gyerekek’.
A történeti fonetika diakrón jellegű. Egy nyelv beszédhangjainak fejlődésével foglalkozik az idők során. Tekintélyes képviselői a német August Schleicher  (1821–1868) és az orosz Filipp Fortunatov  (1848–1914) voltak.
Az összehasonlító fonetika több rokon nyelv beszédhangjainak párhuzamos fejlődését tanulmányozza. A történelmi fonetikával egy időben jelent meg, és szorosan kötődik hozzá.

#### A fonotaktika
A fonotaktika a fonetikának az a része, amely arról szól, hogy a beszédhangoknak milyen sorozatai használatosak törvényszerűen, azaz milyen hangfajták és mely helyzetben fordulhatnak elő az illető nyelvben (pl. lehetséges szótagszerkezetek, mássalhangzó-sorozatok). Ezek a lehetőségek és azon tiltások, amelyekkel járnak, a nyelv fonotaktikai szabályai.

## A fonetikai átírás
Mielőtt hangfelvételeket tudtak készíteni, szükséges volt a beszéd minél hitelesebb írásbeli rögzítése, és ez a szükség utólag is megmaradt. Többféle fonetikai átírási rendszer létezett és létezik, úgy egyes nyelvekéi, mint általánosak. A legtöbb a meglévő ábécéken alapszik, olykor vegyítve ezeket, például a latint és a görögöt vagy másokat, diakritikus jeleket is használva. Például a finnugrisztikában a SETÄLÄ-féle átírást használják, a magyar nyelvre pedig az 1949-ben elfogadott magyar egyezményes hangjelölést (többek között a A magyar nyelvjárások atlaszában), vagy egy Nádasdy Ádám és Siptár Péter által létrehozott, a nemzetközi fonetikai ábécén alapuló átírást.
A 21. században az általános fonetikai munkákban és a nemzetközi érdeklődésre számot tartó speciális fonetikai publikációkban inkább a nemzetközi fonetikai ábécé használatos. Ez főleg a latin ábécén alapszik, görög betűket is tartalmaz, valamint speciális jeleket, köztük létező betűkből származókat (például megfordított betűket), diakritikus jeleket, a hangok rövidségére vagy hosszúságára, a szótagok közötti határra, a hangsúly helyére stb. való jeleket.

## Az alkalmazott fonetika
A fonetika az élet sok területén alkalmazható. Ilyen területek a logopédia, a siketek oktatása, a távközlés, a bűnügyi nyomozás, a színészképzés, az irodalmi művek hanganyag-elemzése, a beszédszintézis (például olvasógép vakok számára), a szónoklattan (az előadás hangzásbeli kérdései), a stilisztika (a beszédhangok expresszivitásának vizsgálata), az idegennyelv-oktatás, az orvostudományban a foniátria (a hangadás betegségeinek a gyógyítása) és az afáziás betegek kezelése, a hallókészülékek készítése stb.